# Simiiformes
Simiiformes (syn. Anthropoidea) er det videnskabelige navn for den zoologiske infraorden aber. De kaldes også for de højere primater og består af østaber og vestaber. Simiiformes opstod for omkring 40 millioner år siden, som søstergruppe til spøgelsesaberne (Tarsiiformes).
Til aberne medregnes de store menneskeaber (Hominidae), der også indbefatter mennesket (Homo sapiens). I almindeligt sprogbrug regnes mennesket dog ikke som en abe.

## Klassifikation
En oversigt over familier i Simiiformes og deres placering i ordenen primater:
- ORDEN PRIMATES
  - Underorden Strepsirrhini: halvaber
  - Underorden Haplorhini: spøgelsesaber og aber
    - Infraorden Tarsiiformes: spøgelsesaber
    - Infraorden Simiiformes: aber
      - Parvorden Platyrrhini: vestaber
        - Familie Callitrichidae: egernaber
        - Familie Cebidae: kapucineraber og dødningehovedaber
        - Familie Aotidae: nataber
        - Familie Pitheciidae: springaber, sakiaber og uakarier
        - Familie Atelidae: brølaber, edderkopaber og uldaber

      - Parvorden Catarrhini: østaber
        - Overfamilie Cercopithecoidea: hundeaber
          - Familie Cercopithecidae

        - Overfamilie Hominoidea: menneskeaber
          - Familie Hylobatidae: gibboner
          - Familie Hominidae: store menneskeaber